# Eva Koťátková
Eva Koťátková (Praga, 1 de septiembre de 1982) es una artista de instalaciones y cineasta checa.

## Biografía
En 2007, Koťátková obtuvo el título de la Academia de Bellas Artes de Praga y siguió  estudiando en la Academia de Artes Aplicadas de Praga y en el Instituto de Arte de San Francisco. Su instalación Asylum se expuso en la Bienal de Venecia de 2013. También ha expuesto su obra en la Trienal de Nuevos Museos de 2015 y en el Museo Metropolitano de Arte y el Kunsthal Charlottenborg. Su obra Untitled  (2014), se encuentra en la colección del MoMA.

## Reconocimientos
En 2014, Koťátková obtuvo el Premio de Arte Dorothea von Stetten.